# UCI-Straßenradsport-Weltcup der Frauen
Der UCI-Straßenradsport-Weltcup der Frauen (englisch UCI Women Road World Cup) war eine zwischen 1998 und 2015 vom Weltradsportverband UCI ausgetragene Serie der wichtigsten Eintagesrennen im Straßenradsport und galt neben der UCI-Weltrangliste als die wichtigste Jahreswertung im Straßenradsport der Frauen.
Bei den Rennen wurden jeweils Punkte an Fahrerinnen und UCI Women’s Teams vergeben, die in eine Gesamtwertung einflossen. Mit dem Ziel die Attraktivität der Wettbewerbe zu steigern führte die UCI neben der Gesamteinzelwertung und der Teamwertung zur Saison 2014 weitere durchlaufende Sonderwertungen ein. Es wurde auf der Basis von Zwischensprints eine Sprint- und eine Bergwertung sowie auf Grundlage des Zieleinlaufs eine Nachwuchswertung vergeben.
Im Laufe der Zeit waren verschiedene Rennen Bestandteil des Rad-Weltcups der Frauen, die später wieder aus dem Programm gestrichen wurden; auch blieb die Anzahl der Rennen nicht konstant. 2015 flossen in die Gesamtwertung des Rad-Weltcups der Frauen zehn Veranstaltungen ein, davon neun Eintagesrennen und ein Mannschaftszeitfahren, welche zwischen Ende März und Mitte September stattfinden.
Automatisch bei allen Rennen des Rad-Weltcups der Frauen in einer Saison startberechtigt waren jene 20 UCI Women’s Teams, die zu Beginn der Saison die UCI-Weltrangliste für Teams anführen sowie zusätzlich die Nationalmannschaften derjenigen fünf Nationen, die am Ende der vorangegangenen Saison die UCI-Weltrangliste für Nationen anführten. Je Team mussten mindestens vier Fahrerinnen an den Start gehen.
Mit Ablauf der Saison 2015 wurde die Serie durch die UCI Women’s WorldTour abgelöst, die auch die wichtigsten Etappenrennen beinhaltet.

## Punktevergabe

### Einzelwertung
Die Gesamtwertung des Rad-Weltcups für Fahrerinnen basierte auf Punktevergabe bei jedem einzelnen Rennen.
Die Punkteskala wurde mit Wirkung ab dem Rad-Weltcup der Frauen 2014 überarbeitet und ist für die Eintagesrennen mit Einzelstart wie folgt:
| Position | 1   | 2   | 3  | 4  | 5  | 6  | 7  | 8  | 9  | 10 | 11 | 12 | … | 20 |
| Punkte   | 120 | 100 | 85 | 70 | 60 | 50 | 40 | 35 | 30 | 25 | 20 | 18 | … | 2  |

Bei dem Mannschaftszeitfahren erhielten die Fahrerinnen Punkte entsprechend der Platzierung ihres Teams wie folgt:
| Position | 1  | 2  | 3  | 4  | 5  | 6  | 7  | 8  | 9  | 10 | 11 | 12 | … | 20 |
| Punkte   | 35 | 30 | 25 | 20 | 16 | 15 | 14 | 13 | 12 | 11 | 10 | 9  | … | 1  |

### Teamwertung
Für die Teamwertung wurden die jeweils vier bestplatzierten Fahrerinnen einer Mannschaft bei jedem Rennen nach dem Zieleinlauf gewertet und deren Punkte zu einem Gesamtwert addiert, der anschließend in die Teamwertung einfloss.
Für das Mannschaftszeitfahren galt hingegen auch für die Teamwertung eine andere Punktevergabe; falls ein Team das Mannschaftszeitfahren mit weniger als vier Fahrerinnen abschloss, wurden keine Punkte vergeben:
| Position | 1   | 2   | 3   | 4  | 5  | 6  | 7  | … | 20 |
| Punkte   | 140 | 120 | 100 | 80 | 64 | 60 | 56 | … | 4  |

### Sprint-, Berg- und Nachwuchswertung
In der Sprint- und Bergwertung wurden bei jeweils bis zu drei Zwischenwertungen in jedem Wettbewerb 6, 4 und 2 Punkte vergeben. Auf der Basis des Zieleinlaufs werden für die besten Fahrerinnen der Kategorie U23 ebenfalls 6, 4 und 2 Punkte vergeben.

## Leadertrikots
Nach jedem Rennen wurden für jede Fahrerin die gewonnenen Punkte zum aktuellen Stand addiert. Der jeweiligen führenden Fahrerin der Gesamtwertung des Rad-Weltcups der Frauen wurde dann ein spezielles Trikot überreicht. Sie ist dazu verpflichtet dieses Trikot in den weiteren Rennen des Rad-Weltcups so lange zu tragen wie sie die Führung in der Gesamtwertung innehält.
Auch die Führenden der 2014 eingeführten Sonderwertungen wurden ebenso wie die Gesamtführende durch ein Wertungstrikot ausgezeichnet. Das Aussehen der Wertungstrikots beruhte auf Entwürfen von Iris Slappendel, einer aktiven Radrennfahrerin, die einen Gestaltungswettbewerb der UCI gewann.

## Palmarès
| Jahr | Siegerin (Einzelwertung) | Punkte | Zweitplatzierte            | Punkte | Drittplatzierte            | Punkte |
| ---- | ------------------------ | ------ | -------------------------- | ------ | -------------------------- | ------ |
| 1998 | Diana Žiliūtė            | 271    | Alessandra Cappellotto     | 134    | Deirdre Demet-Barry        | 126    |
| 1999 | Anna Millward            | 288    | Hanka Kupfernagel          | 281    | Tracy Gaudry               | 162    |
| 2000 | Diana Žiliūtė            | 230    | Pia Sundstedt              | 215    | Mirjam Melchers-van Poppel | 140    |
| 2001 | Anna Millward            | 324    | Mirjam Melchers-van Poppel | 285    | Susanne Ljungskog          | 240    |
| 2002 | Petra Rossner            | 345    | Mirjam Melchers-van Poppel | 283    | Regina Schleicher          | 225    |
| 2003 | Nicole Cooke             | 309    | Regina Schleicher          | 211    | Mirjam Melchers-van Poppel | 198    |
| 2004 | Oenone Wood              | 334    | Petra Rossner              | 293    | Angela Brodtka             | 229    |
| 2005 | Oenone Wood              | 378    | Susanne Ljungskog          | 299    | Mirjam Melchers-van Poppel | 255    |

| Jahr | Siegerin (Einzelwertung) | Punkte | Zweitplatzierte      | Punkte | Drittplatzierte     | Punkte | Sieger (Teamwertung)                           | Punkte |
| ---- | ------------------------ | ------ | -------------------- | ------ | ------------------- | ------ | ---------------------------------------------- | ------ |
| 2006 | Nicole Cooke             | 473    | Ina-Yoko Teutenberg  | 311    | Annette Beutler     | 244    | Univega Pro Cycling Team                       | 807    |
| 2007 | Marianne Vos             | 407    | Nicole Cooke         | 337    | Ina-Yoko Teutenberg | 160    | Raleigh Lifeforce Creation HB Pro Cycling Team | 540    |
| 2008 | Judith Arndt             | 365    | Suzanne de Goede     | 232    | Marianne Vos        | 182    | Team High Road Women                           | 852    |
| 2009 | Marianne Vos             | 407    | Emma Johansson       | 379    | Kirsten Wild        | 248    | Cervélo Test Team                              | 780    |
| 2010 | Marianne Vos             | 270    | Emma Johansson       | 209    | Kirsten Wild        | 202    | Cervélo Test Team                              | 677    |
| 2011 | Annemiek van Vleuten     | 362    | Marianne Vos         | 315    | Emma Johansson      | 223    | Nederland Bloeit                               | 686    |
| 2012 | Marianne Vos             | 355    | Judith Arndt         | 187    | Evelyn Stevens      | 152    | Rabobank Women Cycling Team                    | 606    |
| 2013 | Marianne Vos             | 429    | Emma Johansson       | 302    | Ellen van Dijk      | 224    | Rabobank Women Cycling Team                    | 682    |
| 2014 | Elizabeth Armitstead     | 515    | Emma Johansson       | 390    | Marianne Vos        | 370    | Rabo Liv Women Cycling Team                    | 1515   |
| 2015 | Elizabeth Armitstead     | 484    | Anna van der Breggen | 435    | Jolien D’hoore      | 391    | Rabo Liv Women Cycling Team                    | 1205   |

## Rekorde
- Meiste Siege in der Fahrerinnenwertung:  Marianne Vos (5),  Diana Žiliūtė,  Anna Millward,  Oenone Wood,  Nicole Cooke (je 2)
- Meiste Siege in der Teamwertung:  Cervélo TestTeam (bis 2006 als  Univega Pro Cycling Team und 2007 als  Raleigh Lifeforce Creation HB Pro Cycling Team (4))
- Meiste Siege bei Weltcup-Rennen:  Marianne Vos (14),  Petra Rossner (10)
- Meiste Siege bei Weltcup-Rennen in einer Saison:  Marianne Vos (4),  Petra Rossner,  Nicole Cooke,  Judith Arndt und  Annemiek van Vleuten (je 3)
- Meiste Siege bei einem Weltcup-Rennen:  Petra Rossner (4 Siege bei der  Liberty Classic) und  Geneviève Jeanson (4 Siege beim  Coupe du Monde Cycliste Féminine de Montréal)